# Gimdi
Gimdi es un pueblo ubicado en el distrito de Lalitpur, Nepal.

## Superficie
Cuenta con una superficie de 24,4 kilómetros cuadrados.

## Demografía
Hasta 2015 la población era de 1363 habitantes, con una densidad de población de 56,0 habitantes por kilómetro cuadrado. Con una población masculina y femenina de 685 (50,2%) y 678 (49,8%) respectivamente.
| Gráfica de evolución demográfica de Gimdi entre 1975 y 2015 |
|                                                             |
| Datos según el Centro Común de Investigación.               |